# 鈴木まな美
鈴木 まな美（すずき まなみ、1943年1月18日 - 2019年10月15日）は、日本の女優。本名、鈴木 和子（すずき かずこ）。
愛知県津島市出身。ブリッジプロモーション所属。

## 人物・経歴
愛知県立津島高等学校を1961年（昭和36年）に卒業。
津島文化会館大ホールで2度、一人芝居を演じた。
一人芝居で国際芸術文化賞受賞。「七色の声が出て、どんな役柄もこなす自信がある」とプロフィールに記されている。名古屋弁が得意、書道九段。

## テレビ出演
- 名古屋仏壇物語 (2002年)(NHK)
- 西村京太郎スペシャル 十津川警部夫人の旅情殺人推理2 (2004年)(FNN)
- マサさんがゆく〜お正月スペシャル岐阜・美濃編〜 (2009年)(NHK)[1]

## 舞台出演
- 名鉄ホール
  - だって女なんだん
  - おふろや番台物語
  - おんなたちの同窓会
  - 大須純情音楽隊

## 母校祝賀会
- 2010年（平成22年）11月14日（日）津島市文化会館
  - 母校愛知県立津島高等学校創立110周年記念祝賀会で読み語り「朱雀門」の一人芝居を演じた。